# Vampire High
Vampire High ist eine kanadische Fernsehserie nach der Idee von Garry Blye. Sie wurde im September erstmals auf The WB und YTV ausgestrahlt. 

## Handlung
Unter den Vampiren bricht ein Bürgerkrieg aus, in dem diese gegeneinander um die Herrschaft über die Untoten kämpfen. Dabei drohen sich die Vampire selbst auszurotten. Die überlebenden jungen Vampire werden von den Ältesten auf ein menschliches Internat geschickt, um dort zu lernen, wie man unter Sterblichen lebt. Während die Vampire zunächst unter sich bleiben, verliebt sich wenig später der Vampir Drew in die sterbliche Schülerin Sherry.

## Besetzung

### Hauptbesetzung
- Meghan Ory als Sherry Woods
- Jeff Roop als Drew
- Karen Cliche als Essie Rachimova
- Ilona Elkin als Merrill Young
- Paul Hopkins als Karl Todman
- David McIlwraith als Dr. Reginald Murdoch
- Joris Jarsky als Marty Strickland
- Marianne Farley als Dillan Vanderson

### Nebenbesetzung
- Jodie Resther als Mimi Sperling
- Adam MacDonald als Nick McAllister
- Patrick Thomas als Malcolm Frye
- Daniel Pilon als Vakaal
- Wendii Fulford als Marianne Hackett
- Miklos Perlus als Derek
- Omari Newton als Dalton Nemers

## Hintergrund
Vampire High umfasst 26 Episoden und spielt an der fiktiven Mansbridge Academy.
Mark Shekter hatte die Idee zu der Geschichte während eines Nachtfluges von Toronto nach Cairns. Zunächst wollte er diese als Comic veröffentlichen. Als er sich jedoch die ersten Szenen bildlich vorstellte, war für ihn klar, dass er die Geschichte verfilmen wollte. Bereits nach der Landung hatte er die erste Episode von Vampire High geschrieben. 
Während des Drehs waren noch nicht alle Episoden fertig geschrieben, sondern es wurden weitere Drehbücher erstellt. Daher hatten auch die Schauspieler ein wenig Einfluss auf die weitere Entwicklung ihrer Figuren.
Bereits während der Hälfte des Drehs der ersten Staffel wurde die Produktion der Serie aus Budgetgründen kurzzeitig abgebrochen, jedoch wenig später wieder fortgesetzt. Kurz darauf kündigte Meghan Ory an, aus der Serie aussteigen zu wollen, weshalb die Figur Sherry aus der Serie herausgeschrieben werden musste. Daher wurde Dillan Vanderson, gespielt von Marianne Farley, als neue Hauptfigur in die Serie eingeführt. 
Nach der ersten Staffel wurde die Serie eingestellt, obwohl das Drehbuch für die zweite Staffel geschrieben war. Begründungen wurden hierfür nicht angegeben, vermutet wurde jedoch, dass dies aus Budgetgründen geschehen sei.
Vampire High wurde in Kanada, den Vereinigten Staaten, Italien und Israel im Fernsehen gezeigt.
Am 1. März 2005 wurde die erste DVD zur Serie in den Vereinigten Staaten veröffentlicht. Auf der DVD wurden die ersten vier Episoden zu einem 90-minütigen Film zusammengeschnitten. Der Film trug den Titel Vampire High - School's A Pain In The Neck!. Wenig später wurden die nächsten beiden DVDs unter den Namen Vampire High: Second Semester High School Bites und Vampire High Bites Back. They're Dying To Meet You! herausgebracht.
Im Jahr 2011 wurde der Vampire High Dokumentarfilm Vampire High: 10 Years Later Documentary von ATV produziert und veröffentlicht. In dem 25-minütigen Dokumentarfilm wird unter anderem darüber diskutiert, wie die Serie entstanden ist.

## Rezeption
Die Kritiken für Vampire High fielen gemischt aus. Auf TV.com gaben die Nutzer Vampire High 8 von 10 Punkten. Auf Imdb erhielt die Serie 6,6 von 10 Punkten.
H.M. Grynberg von Unification France meint die Mythologie um die Herkunft des Vampirismus, die Vampir Beziehungen mit den Menschen, die anderen übernatürlichen Wesen, sowie die Legenden seien in der Serie interessant, würden jedoch ohne jegliche Leidenschaft gezeigt. Durch den Cliffhanger am Ende der Serie bliebe ein Gefühl der Unvollendung.
Dolan Cummings von Spiked glaubt, dass Vampire High eine starke weibliche Figur, ähnlich wie Buffy aus Buffy – Im Bann der Dämonen, fehle. Vampire High habe Frauenfiguren, die dem Stereotyp der unterwürfigen (engl. submissive), asiatischen Frauen entsprächen. Die Serie zeige auch nicht das Bild der vielen Frauen, die aus dieser Rolle ausbrächen, was das Ganze ein wenig langweilig mache. In der Serie gäbe es wenig Gewalt und wenig Humor. Jedoch seien einige vampirische Wortwitze gut. Es gebe auch durchaus schlechtere Wege, die Zeit zu verbringen, als Vampire High zu schauen.

## Episodenliste
| Nr. (ges.) | Nr. (St.) | Deutscher Titel | Originaltitel                    | Erstausstrahlung Kanada | Deutschsprachige Erstausstrahlung (—) | Regie          | Drehbuch                                 |
| ---------- | --------- | --------------- | -------------------------------- | ----------------------- | ------------------------------------- | -------------- | ---------------------------------------- |
| 1          | 1         | —               | Rules Are Rules                  | 15. Sep. 2001           | —                                     | Carl Goldstein | Mark Shekter                             |
| 2          | 2         | —               | There's a New Vampire in Town    | 22. Sep. 2001           | —                                     | Adam Weissman  | —                                        |
| 3          | 3         | —               | In Your Dreams                   | 29. Sep. 2001           | —                                     | Carl Goldstein | —                                        |
| 4          | 4         | —               | A Grave Matter                   | 6. Okt. 2001            | —                                     | Adam Weissman  | Alex Epstein                             |
| 5          | 5         | —               | Things That Go Vamp in the Night | 13. Okt. 2001           | —                                     | Carl Goldstein | Mark Shekter                             |
| 6          | 6         | —               | That's Why the Lady Is a Vamp    | 20. Okt. 2001           | —                                     | Daniel Grou    | Ann MacNaughton                          |
| 7          | 7         | —               | Feeding Frenzy                   | 27. Okt. 2001           | —                                     | Carl Goldstein | Matthew Hastings                         |
| 8          | 8         | —               | What's Up Doc?                   | 3. Nov. 2001            | —                                     | Jim Kaufman    | Laura Kosterski, Craig Volk              |
| 9          | 9         | —               | The Withering                    | 10. Nov. 2001           | —                                     | Giles Walker   | Laura Kosterski                          |
| 10         | 10        | —               | Dads and Monsters                | 17. Nov. 2001           | —                                     | Daniel Grou    | Mark Shekter                             |
| 11         | 11        | —               | Rats                             | 24. Nov. 2001           | —                                     | Adam Weissman  | Laura Kosterski                          |
| 12         | 12        | —               | The Quivering                    | 1. Dez. 2001            | —                                     | Adam Weissman  | Mark Shekter                             |
| 13         | 13        | —               | The Summoning                    | 8. Dez. 2001            | —                                     | Jim Kaufman    | Michael Leo Donovan                      |
| 14         | 14        | —               | Odd Man Out                      | 9. Feb. 2002            | —                                     | Jim Kaufman    | Anne-Marie Perrotta, Tean Schultz        |
| 15         | 15        | —               | The Test                         | 16. Feb. 2002           | —                                     | Jim Kaufman    | Garry Blye, Mark Shekter                 |
| 16         | 16        | —               | Little Sister                    | 23. Feb. 2002           | —                                     | Daniel Grou    | Jennifer Furlong Sellar, Laura Kosterski |
| 17         | 17        | —               | Love's Labours Not Lost          | 2. März 2002            | —                                     | Daniel Grou    | Gerald Wexler                            |
| 18         | 18        | —               | The Huntress                     | 9. März 2002            | —                                     | Jim Kaufman    | Laura Kosterski, Mark Shekter            |
| 19         | 19        | —               | The Portrait                     | 16. März 2002           | —                                     | Eric Canuel    | Laura Kosterski, Nancy Trites-Botkin     |
| 20         | 20        | —               | The Awakening                    | 23. März 2002           | —                                     | Eric Canuel    | Mark Shekter                             |
| 21         | 21        | —               | Both Sides Now                   | 30. März 2002           | —                                     | Daniel Grou    | Ann MacNaughton                          |
| 22         | 22        | —               | Sunrise                          | 6. Apr. 2002            | —                                     | Daniel Grou    | Mark Shekter                             |
| 23         | 23        | —               | Lost Weekend                     | 13. Apr. 2002           | —                                     | Jim Kaufman    | Garry Blye, Mark Shekter                 |
| 24         | 24        | —               | Breaking Up                      | 20. Apr. 2002           | —                                     | —              | Garry Blye                               |
| 25         | 25        | —               | Blood Trip                       | 27. Apr. 2002           | —                                     | Eric Canuel    | Mark Shekter                             |
| 26         | 26        | —               | Vampire's Patient                | 4. Mai 2002             | —                                     | Eric Canuel    | Mark Shekter                             |